# Сонода, Кэнъити
Кэнъити Сонода (яп. 園田 健一 Сонода Кэнъити) — японский мангака, дизайнер персонажей. Родился 13 декабря 1962 г. , в префектуре Кумамото.

## Биография
В 21 год устроился аниматором и дизайнером персонажей в компанию Artmic. Первой его работой, в 1985 году, стала OVA «Wanna Be’s», но наибольшую популярность он получил после создания аниме Bubblegum Crisis. В 1991 году компания Artmic обанкротилась, а Сонода потерял права на свою работу Riding Bean.
Потеряв работу, он продолжил работать и опубликовал свою мангу Gunsmith Cats в журнале Afternoon, которая в 1995 году была экранизирована.
Сейчас он является руководителем кондитерского магазина «Sonoda-ya» и рисует дизайн для упаковок некоторых товаров.

## Список работ

### Манга
- Riding Bean (1989)
- Gunsmith Cats (1991—1997)
- Cannon God Exaxxion (1997—2004)
- Gunsmith Cats BURST (2004—2008)
- Bullet the Wizard (2010—2013)

### Аниме
- Wanna-Be’s (1986)— дизайн персонажей
- Gall Force: First Story Arc (1986)—дизайн персонажей
- Gall Force: Rhea Arc (1989)—дизайн персонажей
- Gall Force: Earth Chapter Arc (1989)—дизайн персонажей
- Gall Force: New Era Arc (1991)—дизайн персонажей
- Bubblegum Crisis (1987)—дизайн персонажей
- Royal Space Force: The Wings of Honneamise (1987)—дизайн
- Riding Bean (1989) — дизайн персонажей, сюжет
- Bubblegum Crash (1991)—дизайн персонажей
- Otaku no Video (1991)—дизайн персонажей
- Gunsmith Cats (1995)—дизайн персонажей, сюжет
- Idol Janshi Suchie-Pai (1996)—дизайн персонажей
- Solty Rei (2005)—концептуальный дизайн

### Видео-игры
- Sol Bianca
- Suchie-Pai The Idol Fighter series
- Neon Genesis Evangelion Eva to Yukai na Nakamitachi Datsuihokankeikaku
- Temho Painyan